# Штаб Добровольческой армии Московского района
Штаб Добровольческой армии Московского района (известен также как Московское отделение Национального центра) — антибольшевистская подпольная организация, действовавшая с конца 1918 года по осень 1919 года в Москве. Осуществляла тесное взаимодействие с Национальным Центром. Состояла из офицеров, служивших в большевистских воинских формированиях и учреждениях в городе Москве и её окрестностях. Руководители — генерал-лейтенант Н. Н. Стогов (до апреля 1919 года), бывший член Государственной думы, кадет Н. Н. Щепкин (с апреля 1919 года). Штаб тесно сотрудничал с наступающей на Москву армией генерала Деникина и осуществлял подготовку восстания в Москве, но 19 сентября 1919 года большинство её членов (в том числе несколько генералов, служивших в Главном штабе Красной армии) было арестовано и расстреляно органами ВЧК.

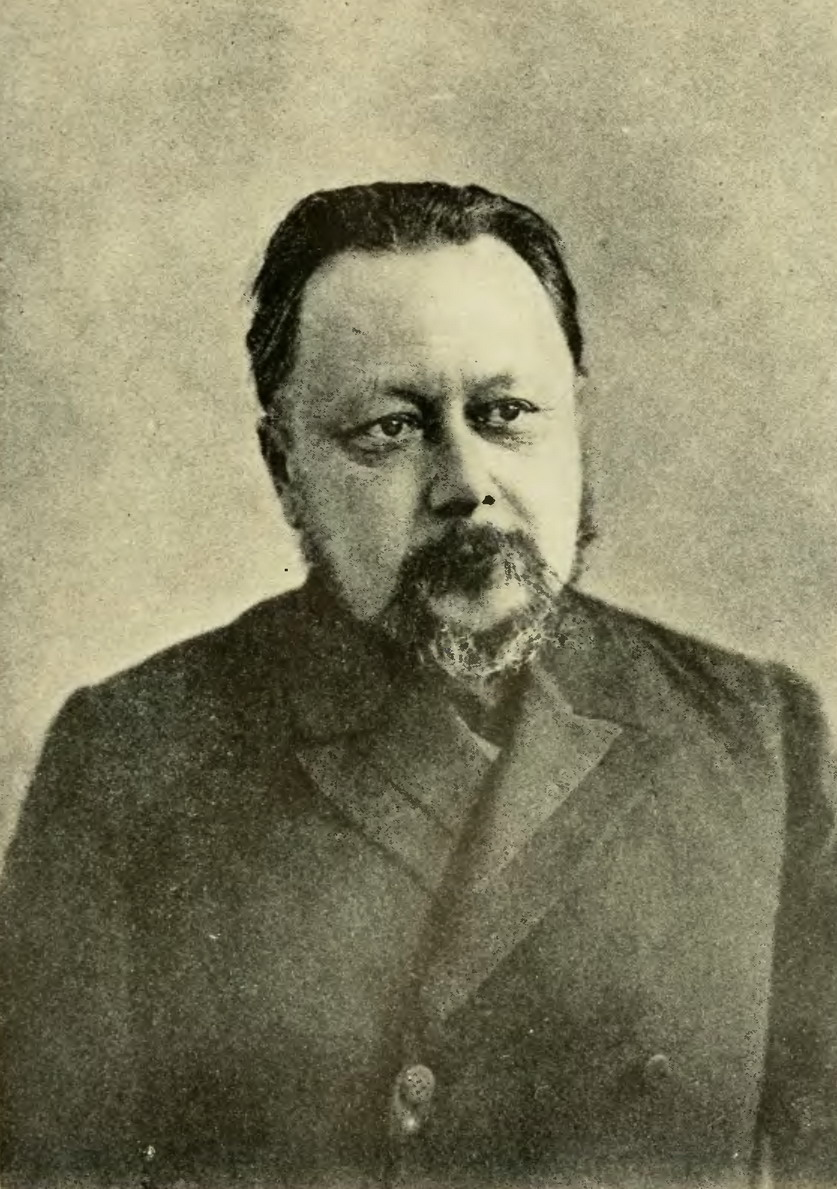
Руководитель Штаба Добровольческой армии Московского района Н. Н. Щепкин

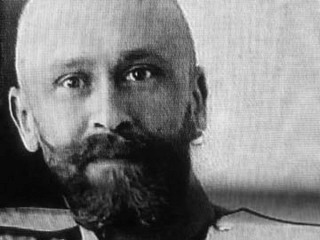
Главком Добровольческой армии Московского района генерал-лейтенант Н. Н. Стогов (до апреля 1919 года

начальник штаба военной организации В. В. Ступин.

## Создание
Согласно советским данным, Штаб Добровольческой армии Московского района, как самостоятельная подпольная организация, был организован в конце 1918 года в период оживления антибольшевистских организаций. Источники ВЧК сообщают, что Штаб вербовал в свои ряды целый ряд новых сторонников; развертывался в довольно значительную конспиративную организацию с централизованным руководством и широкими разветвлениями в разных военных учреждениях Красной армии.
До апреля 1919 года общее руководство Штабом осуществлял генерал-лейтенант Н. Н. Стогов, работавший под прикрытием в советских структурах с 25 ноября 1918 года в системе Главархива, а с 1 февраля 1919 года помощником управляющего 1-м Московским отделением 3-й (военной) секции Главархива. Но, в апреле 1919 года он был арестован ВЧК. Содержался в Бутырской тюрьме и Андрониковом монастыре. Осенью 1919 года был освобожден, но находился под наблюдением, что не позволяло активно участвовать в подпольной деятельности. Стогов бежал в Польшу, откуда не позднее осени 1919 года прибыл в расположение ВСЮР и был зачислен в Кубанскую армию.
С апреля 1919 года Штабом руководил кадетский политический деятель Н. Н. Щепкин.

## Деятельность
Есть мнение, что организация снабжалась финансовыми ресурсами, получаемыми преимущественно из Сибири через представителей армии Колчака.
По данным ВЧК, организация была хорошо подготовлена, имела оружие и даже артиллерию. Представители руководства организации представляли собой кадры для будущего корпуса. Штаб выделял начальников, командиров дивизий, полков, бригад, рот, батарей и пр.

## Подготовка вооруженного восстания в Москве
По плану Штаба Москва делилась на секторы, во главе которых стояли начальники. Была выделена особая часть связи, которая имела в распоряжении автомобили, мотоциклеты из разных, преимущественно военных, автобаз и гаражей. Источники ВЧК сообщают, что московская организация имела даже броневики, принадлежавшие броневой школе при Главном военно-инженерном управлении РКП, большинство преподавательского персонала которой были членами организации. Организация имела значительное количество участников и рассчитывала в случае выступления на участие некоторых школ командного состава РККА — Высшей стрелковой школы, Высшей школы военной маскировки и окружной артиллерийской школы, курсанты которой преимущественно являлись бывшими офицерами. Штаб выработал детальный план вооруженного восстания, назначенного на последние числа сентября 1919 года.
Советские источники сообщают, что Штаб предполагал при успехе восстания в Москве овладеть московскими мощными радиостанциями и с их помощью сообщить всем частям Красной армии на фронты о падении Советской власти, тем самым внести замешательство в ряды Красной армии и вынудить их открыть фронты армиям Деникина.

## Арест и расстрел руководства организации

Объявление о панихиде в харьковском Благовещенском соборе по расстрелянным членам московского Штаба. Служба была совершена свящ. Николаем Колчицким. Газета «Новая Россия», 29 сентября 1919 года

22 августа 1919 года заместитель начальника особого отдела ВЧК И. П. Павлуновский сообщил В. И. Ленину о раскрытии «Национального центра» и готовящейся ВЧК операции по аресту его участников. Ознакомившись с докладом И. П. Павлуновского, В. И. Ленин 23 августа написал письмо Ф. Э. Дзержинскому: «На прилагаемую бумажку, то есть на эту операцию, надо обратить сугубое внимание. Быстро и энергично и пошире надо захватить» Руководство Штаба Добровольческой армии Московского района оказалось раскрыто агентами ВЧК вместе с другими представителями Национального центра.
Руководил арестами и следствием по делу «Штаба Добровольческой армии Московского района» начальник Московского отдела ВЧК Е. Евдокимов.
Почти все арестованные члены подпольной организации были расстреляны. Среди них — руководитель всей организации Н. Н. Щепкин, К. К. Черносвитов, А. И. Астров, В. И. Астров, Б. В. Астров, А. Д. Алфёров, А. С. Алфёрова, Н. А. Огородников, В. И. Штейнингер, К. И. Штейнингер, С. В. Князьков, а также другие представители высшего руководства Штаба.
Начальник штаба военной организации полковник В. В. Ступин не только не был расстрелян, но некоторое время спустя был освобождён и продолжил службу в РККА.
После ареста и расстрела верхушки деятельность обезглавленной организации практически прекратилась.

## Известные члены
- Стогов, Николай Николаевич — руководитель Добровольческой армии Московского района (до апреля 1919 года), генерал-лейтенант
- Щепкин, Николай Николаевич — общий руководитель (с апреля 1919 года)
- Ступин, Всеволод Васильевич — начальник штаба военной организации, полковник
- Соколов, Владимир Иванович — член военной организации, генерал-лейтенант Всероглавштаба РККА
- Кузнецов, Сергей Алексеевич — бывший начальник Оперативного отделения Всероглавштаба РККА, генерал-майор
- Огородников, Николай Александрович — российский политик и адвокат, депутат I Государственной думы

## Известные лица, причастные к деятельности организации
- Котляревский, Сергей Андреевич — историк, писатель, политический деятель